# Saint-Jean-du-Corail

Saint-Jean-du-Corail este o comună în departamentul Manche, Franța. În 1 ianuarie 2018 avea o populație de 238 de locuitori.